# Cho Lach
Cho Lach é um distrito (em vietnamita: huyen) da província de Ben Tre, na  região do Delta do Rio Mekong, no Vietname. Sua população, de acordo com estimativas de 2004, era de 134 584 habitantes e possui uma área de 189 km². A capital do distrito é Cho Lach.

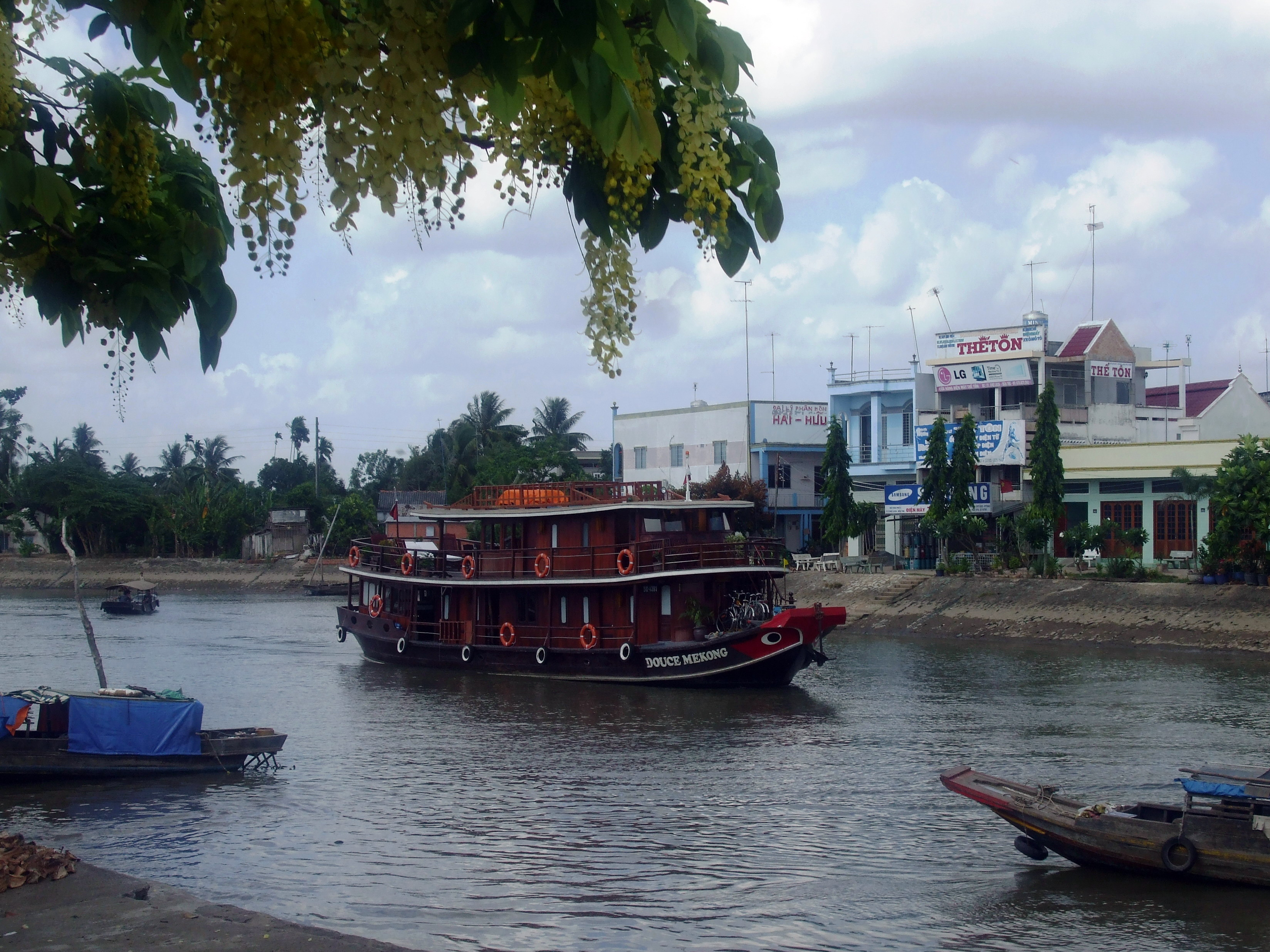
Vista parcial de Cho Lach.
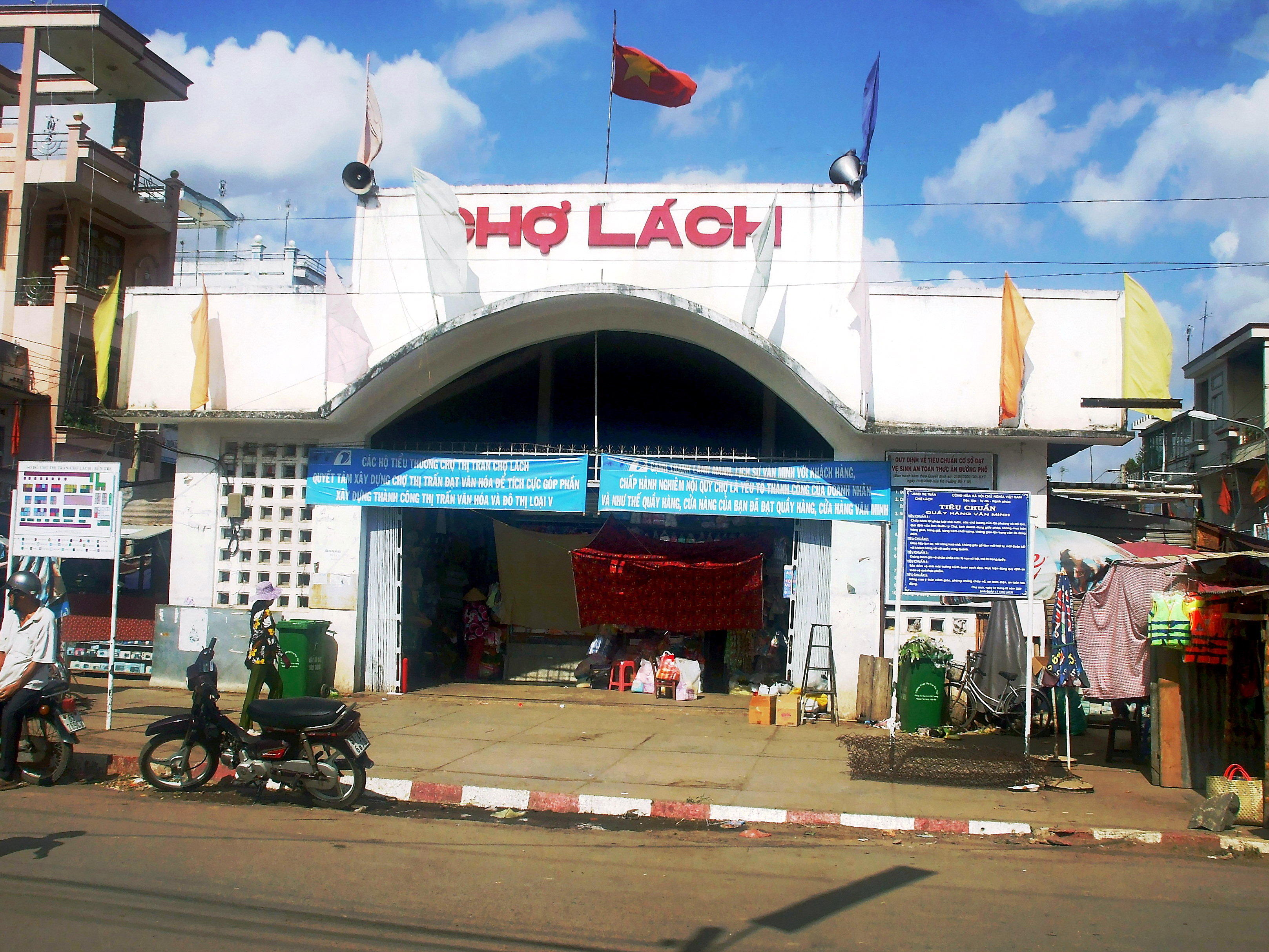
Mercado de Cho Lach.
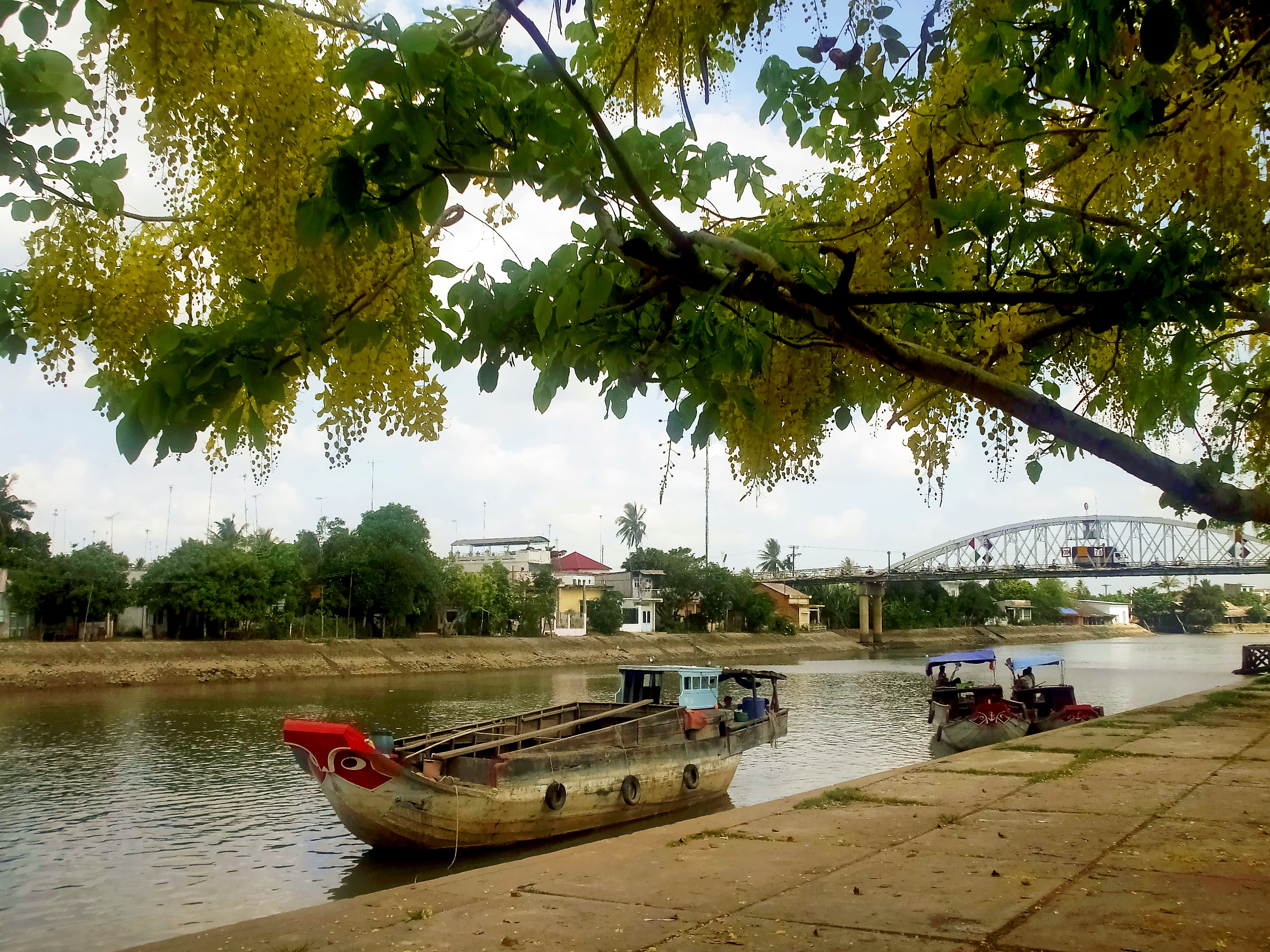
Canal fluvial de Cho Lach.
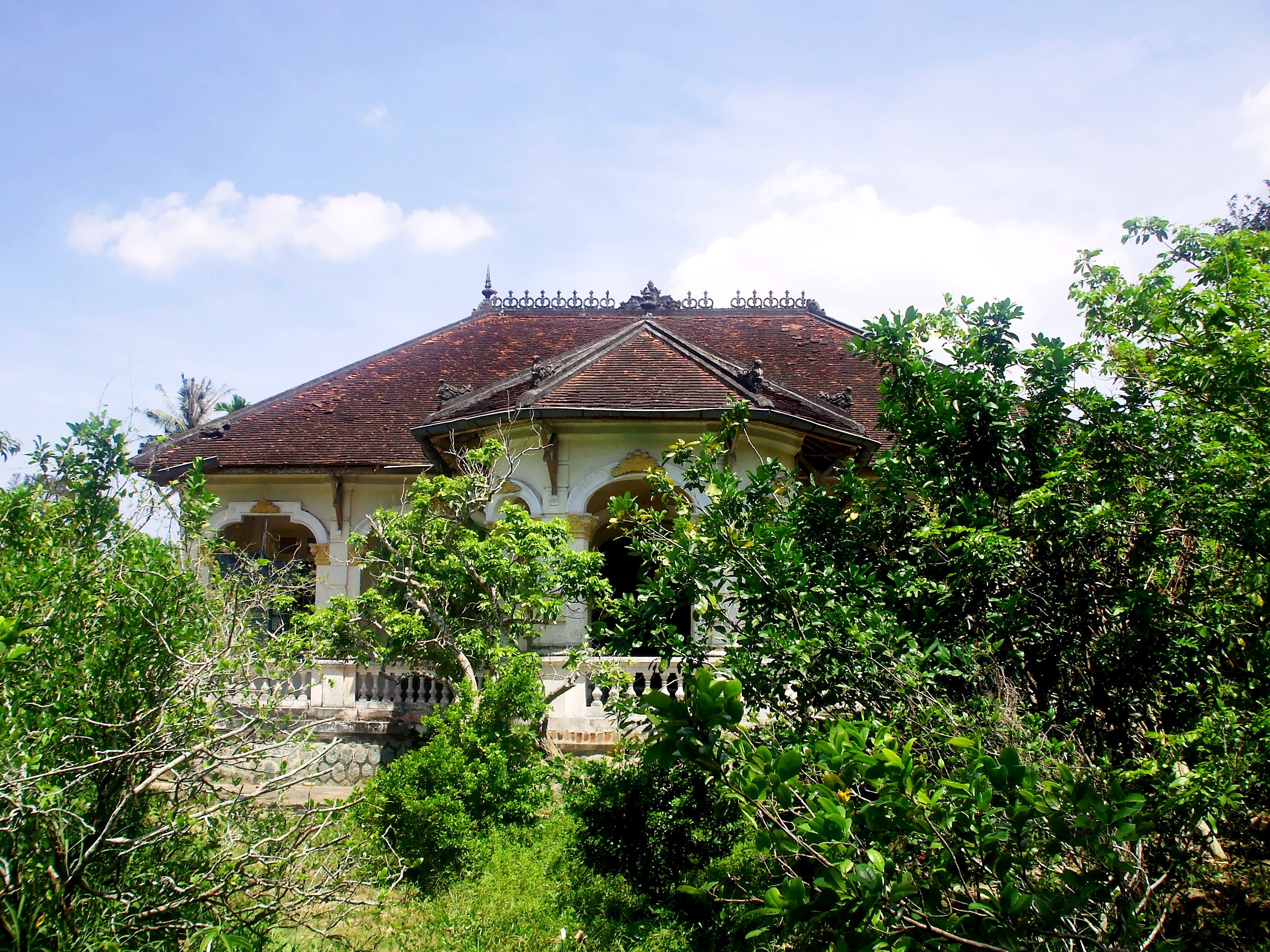
Casa em arquitetura francesa, em Cho Lach.